# Яковлєв Михайло Данилович
Михайло Данилович Яковлєв (22 листопада 1910, село Петропавлівка Харківської губернії, тепер Харківської області — 16 липня 1999, місто Москва, Російська Федерація) — радянський державний діяч, дипломат, заступник голови Ради міністрів Російської РФСР. Депутат Верховної ради РРФСР 5-го скликання. Депутат Верховної ради СРСР 5-го скликання (в 1959—1963). Кандидат економічних наук (1948), професор (1967).

## Життєпис
Народився в міщанській родині. У 1927 році закінчив середню школу в Курській губернії. У 1927 році вступив до комсомолу.
У 1927—1931 роках — студент юридичного факультету Ленінградського державного університету.
З липня 1931 року — інспектор Центральної контрольної комісії і Народного комісаріату робітничо-селянської інспекції Узбецької РСР.
У вересні 1931 — січні 1932 року — викладач Комуністичного університету в Ташкенті.
У січні 1932 — вересні 1933 року — викладач фінансово-економічного технікуму в Києві.
З вересня 1933 року — викладач Інституту легкої промисловості в Києві та, одночасно, завідувач кафедри і викладач Київського інституту кінематографії.
У січні 1938 — вересні 1939 року — заступник завідувача відділу пропаганди і агітації ЦК ЛКСМ України.
Член ВКП(б) з квітня 1939 року.
У вересні 1939 — червні 1941 року — слухач Вищої партійної школи при ЦК ВКП(б).
З червня 1941 року — в апараті ЦК ВКП(б). У червні 1941 — грудні 1943 року — інструктор, помічник начальника Управління кадрів ЦК ВКП(б). У грудні 1943 — липні 1948 року — заступник завідувача відділу Управління кадрів ЦК ВКП(б).
У липні 1948 — березні 1950 року — заступник завідувача сектора науки відділу пропаганди і агітації ЦК ВКП(б). У березні 1950 — січні 1951 року — завідувач сектора вищих навчальних закладів відділу пропаганди і агітації ЦК ВКП(б).
У січні 1951 — липні 1952 року — заступник завідувача відділу науки і вищих навчальних закладів ЦК ВКП(б). У липні 1952 — березні 1953 року — 1-й заступник завідувача відділу економічних та історичних наук і вищих навчальних закладів ЦК ВКП(б).
У березні 1953 — квітні 1954 року — заступник завідувача відділу науки і культури ЦК КПРС. З квітня 1954 року — 1-й заступник завідувача відділу науки і культури ЦК КПРС.
У 1955—1957 роках — заступник голови Державної планової комісії Ради міністрів СРСР.
У травні 1957 — червні 1958 року — заступник голови з питань друкованої пропаганди і начальник Радінформбюро Державного комітету з культурних зв'язків із зарубіжними країнами при Раді міністрів СРСР.
13 червня 1958 — 5 серпня 1960 року — заступник голови Ради міністрів Російської РФСР.
Одночасно, 16 квітня 1959 — 5 серпня 1960 року — міністр закордонних справ Російської РФСР.
З 1959 по 18 січня 1961 року — член Бюро ЦК КПРС по РРФСР.
З 2 серпня по 18 вересня 1960 року — надзвичайний та повноважний посол СРСР у Конго (Леопольдвіль).
15 жовтня 1961 — 7 серпня 1965 року — надзвичайний та повноважний посол СРСР в Іраку.
У серпні 1965 — вересні 1968 року — ректор Вищої дипломатичної школи МЗС СРСР.
У вересні 1968 — травні 1971 року — ректор Московського державного інституту міжнародних відносин, член Колегії Міністерства закордонних справ СРСР.
23 травня 1971 — 4 вересня 1982 року — надзвичайний та повноважний посол СРСР у Швеції.
З 1982 року викладав у Дипломатичній академії МЗС СРСР, персональний пенсіонер союзного значення.
Помер 16 липня 1999 року в Москві.

## Нагороди
- орден Жовтневої Революції (1980)
- два ордени Трудового Червоного Прапора (1966, 1970)
- орден Дружби народів (1976)
- орден Червоної Зірки (1977)
- орден «Знак Пошани» (1960)
- медаль «За трудову доблесть»
- медалі